# 수기초등학교
수기초등학교는 대한민국 경기도 화성시에 있는 초등학교다.

## 학교 연혁
- 1964.05.30 봉담국민학교 수기분교장 개교
- 1996.03.01 봉담초등학교 수기분교로 개칭
- 1999.01.08 수기초등학교 설립 인가
- 2000.09.01 수기초등학교 개교
- 2001.03.01 병설유치원 1학급 개원
- 2009.03.01 교원능력개발평가 선도학교 운영
- 2011.03.01 학교조직효율화 시범학교 운영
- 2013.03.01 창의지성모델학교 지정 운영
- 2014.03.01 제6대 김승룡 교장 취임
- 2015.02.13 제15회 졸업 25명(총 509명)
- 2015.03.01 9학급 편성(특수1, 유치원1 별도)